# Ruch skautowy na ziemiach polskich
Geneza ruchu skautowego w Polsce sięga 1909 roku, kiedy na polskie tereny przeniknęły pierwsze wiadomości o rozwijającym się w Wielkiej Brytanii skautingu (w dwóch czasopismach warszawskim i lwowskim, m.in. artykuł Edmunda Naganowskiego w lwowskim „Słowie Polskim”). Wieści te padły na podatny grunt. Młodzież polska, wychowana w duchu pozytywizmu, przeniknięta hasłami niepodległościowymi, garnęła się do kół turystycznych, sportowych, gimnastycznych, samokształceniowych związków etyczno-abstynenckich oraz organizacji przysposobienia wojskowego głoszących hasło zbrojnej walki o niepodległość Polski.
Atrakcyjność metod skautowych oraz ich przydatność do celów wyszkolenia wojskowego, a także wartości pedagogiczne skautingu, bardzo szybko zostały odkryte przez niektóre z organizacji młodzieżowych takich jak: Organizacja Młodzieży Niepodległościowej „Zarzewie”, Towarzystwo Gimnastyczne „Sokół”, Ruch Etyczny „Eleusis”. Wśród wewnętrznych sporów i kontrowersji przystąpiły one do tworzenia polskiego skautingu.

## Ruch skautowy na ziemiach polskich (bez Pomorza) (1909–1920)

### Narodziny harcerstwa
Skauting przyjął się w Polsce nadzwyczaj szybko. Za symboliczną kolebkę polskiego skautingu uważa się miasto Lwów. Początki datować można na rok 1910, kiedy Andrzej Małkowski przetłumaczył na język polski podręcznik Roberta Baden-Powella „Scouting for boys” (początkowo w ramach kary wymierzonej za spóźnienie się na ćwiczenia „Zarzewia”). Małkowski szybko stał się entuzjastą idei skautingu i jej aktywnym popularyzatorem.
Niezależnie, 16 września 1910 uczniowie I Gimnazjum św. Anny w Krakowie założyli „Zastęp Kruków” (zastępowy – Władysław Smolarski).

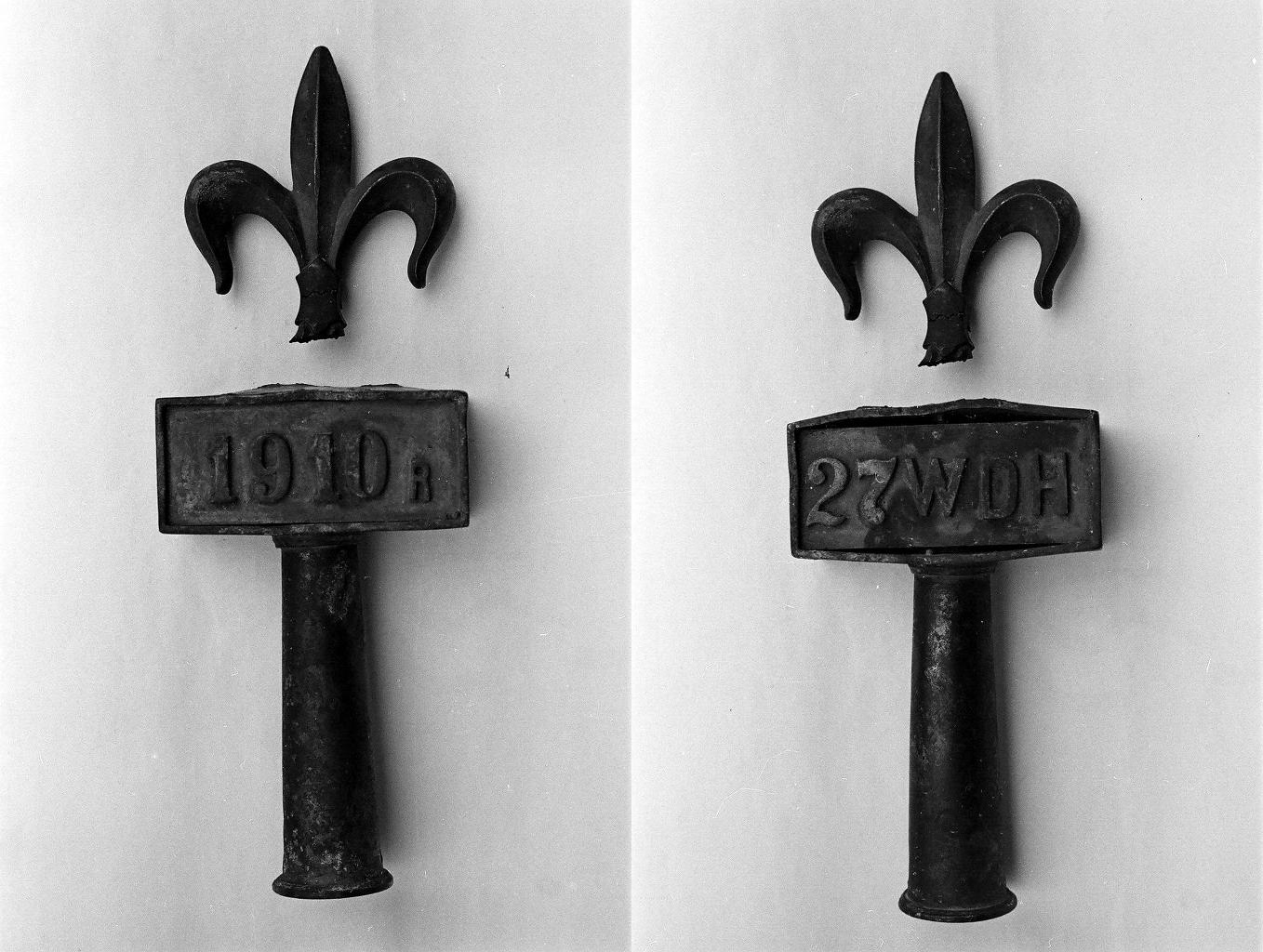

Była to pierwsza udana i trwała próba. Wcześniejszą, tymczasową próbę przeprowadził we Lwowie Andrzej Małkowski w lecie 1910, zakładając wakacyjną, kilkunastoosobową drużynę chłopców (2 patrole) przy gnieździe „Sokoła”.
10 października 1910 w Warszawie powstaje najstarsza drużyna (później 27 WDH im. Szymona Konarskiego), której założycielem był Edmund Nebel, profesor gimnastyki w Gimnazjum Witolda Wróblewskiego (później Gimnazjum im. Tadeusza Czackiego). Nebel, szkoleniem wojskowym wg propozycji Baden-Powella, które będzie miało wpływ i przerodzi się później w ruch skautowy, zaczyna się interesować już w 1906 roku. Realizuje je podczas zajęć sportowych. W 1924 roku, na l Ogólnopolskim Zlocie Związku Harcerstwa Polskiego 27 WDH otrzymuje zaszczytny tytuł Najstarszej Drużyny Rzeczypospolitej. Data powstania znajduje się w rozkazie N. ZHP L13 z dnia 1.V.1924. Drużyna otrzymała także prawo do posiadania sztandaru innego niż pozostałe drużyny, opartego bowiem na wzorze sztandarów wojskowych. Nadanie tego prawa było, wyrazem uznania zasług dla rozwoju ruchu harcerskiego. Sztandar w dniu kapitulacji III Rzeszy zawisł na Reichstagu, a po wojnie został spalony przez UB.
Jednym z pionierów skautingu w Polsce był Stefan Pomarański, działający od 1909 roku. Na przełomie 1910 i 1911 roku założył on w Gimnazjum Mariana Rychłowskiego w Warszawie, późniejszym Gimnazjum im. Tadeusza Reytana, tajną drużynę skautową im. Romualda Traugutta (od 1929 roku 1 Warszawska Drużyna Harcerska im. Romualda Traugutta „Czarna Jedynka”). W październiku 1911 roku Janusz Rudnicki zorganizował pluton skautowy przy Szkole Realnej im. Stanisława Staszica w Warszawie, przekształcony w marcu 1912 roku w Warszawską Drużynę Skautową im. Zawiszy Czarnego, późniejszą 16 Warszawską Drużynę Harcerzy im. Zawiszy Czarnego. 
26 lutego 1911 na spotkaniu członków największych organizacji młodzieżowych została podjęta decyzja o stworzeniu skautingu na ziemiach polskich. Uzyskanie poparcia naczelnika „Sokoła” dr. Kazimierza Wyrzykowskiego pozwoliło na zorganizowanie w okresie od marca do maja 1911 pierwszego kursu instruktorskiego. 21 maja 1911 powstaje Komenda Skautowa we Lwowie. Dzień później Andrzej Małkowski wydał rozkaz, którym powoływał pierwsze lwowskie drużyny skautowe:
- I Lwowska Drużyna Skautów im. Tadeusza Kościuszki – drużynowy Czesław Pieniążkiewicz
- II Lwowska Drużyna Skautów im. Jana Karola Chodkiewicza – drużynowy Franciszek Kapałka
- III Lwowska Drużyna Skautek im. Emilii Plater – drużynowa Olga Drahonowska
- IV Lwowska Drużyna Skautów[10].

We Lwowie mieściła się siedziba Naczelnej Komendy Skautowej i redakcja dwutygodnika „Skaut”. Czasopismo to już w 1912 roku wydawane było w 6 tys. nakładzie i poprzez rozpowszechnianie znajdowało swoich odbiorców wśród polskiej młodzieży we wszystkich trzech zaborach.
W lipcu 1911 została wydana książka Skauting jako system wychowania młodzieży (tłumaczenie Andrzeja Małkowskiego). We wrześniu, w Krakowie, Zygmunt Wyrobek, w oparciu o powstały rok wcześniej „Zastęp Kruków”, założył 1 Drużynę Skautów im. Tadeusza Kościuszki, zaś Zofia Langierówna – pierwszy w Krakowie zastęp żeński. 15 października we Lwowie ukazał się pierwszy numer czasopisma „Skaut Pismo Młodzieży Polskiej”, na pierwszej stronie wydrukowano wiersz Ignacego Kozielewskiego „Wszystko, co nasze” (późniejszy hymn harcerski). W drugim numerze „Skauta” (wydanym 1 listopada) ukazała się treść ślubowania i 9 punktów prawa skautowego. Pierwsze skautowe publikacje docierały na „bibułach” do wszystkich zaborów. W grudniu, w Krakowie, w oparciu o powstały we wrześniu zastęp żeński, Roma Wodziczko-Dediowa założyła I Drużynę Skautek im. Klaudii z Działyńskich Potockiej.
W 1912 ukazała się książka Eugeniusza Piaseckiego i Mieczysława Schreibera Harce młodzieży polskiej, w której po raz pierwszy w kontekście powstającej organizacji użyto wyrazów takich jak: „harcerz” (zastąpił określenie „skaut polski”), „zastęp” (zastąpił określenie „patrol”), „drużyna” (zastąpił określenie „pluton”), „hufiec”, „chorągiew”, „harce”. Zaproponowano w niej także używane do dziś nazwy stopni i funkcji. Pochodzenie polskiego nazewnictwa można przypisać Kazimierzowi Żórawskiemu i Andrzejowi Małkowskiemu, którzy w październiku i w listopadzie 1910 wydawali dodatek do „Haseł Filareckich: ONC” pod znamiennym tytułem „Harcerz”. W tym pisemku postulowaną Organizację opisywano jako „drużyny harcownicze” i „harcerzy”. Te próby datują się na 24–25 grudnia 1909, gdy obaj, Małkowski i Żórawski, postanowili powołać organizację „harcerską”. Terminologia skautowa przyszła wraz z przejęciem opieki nad tym ruchem przez Sokół.

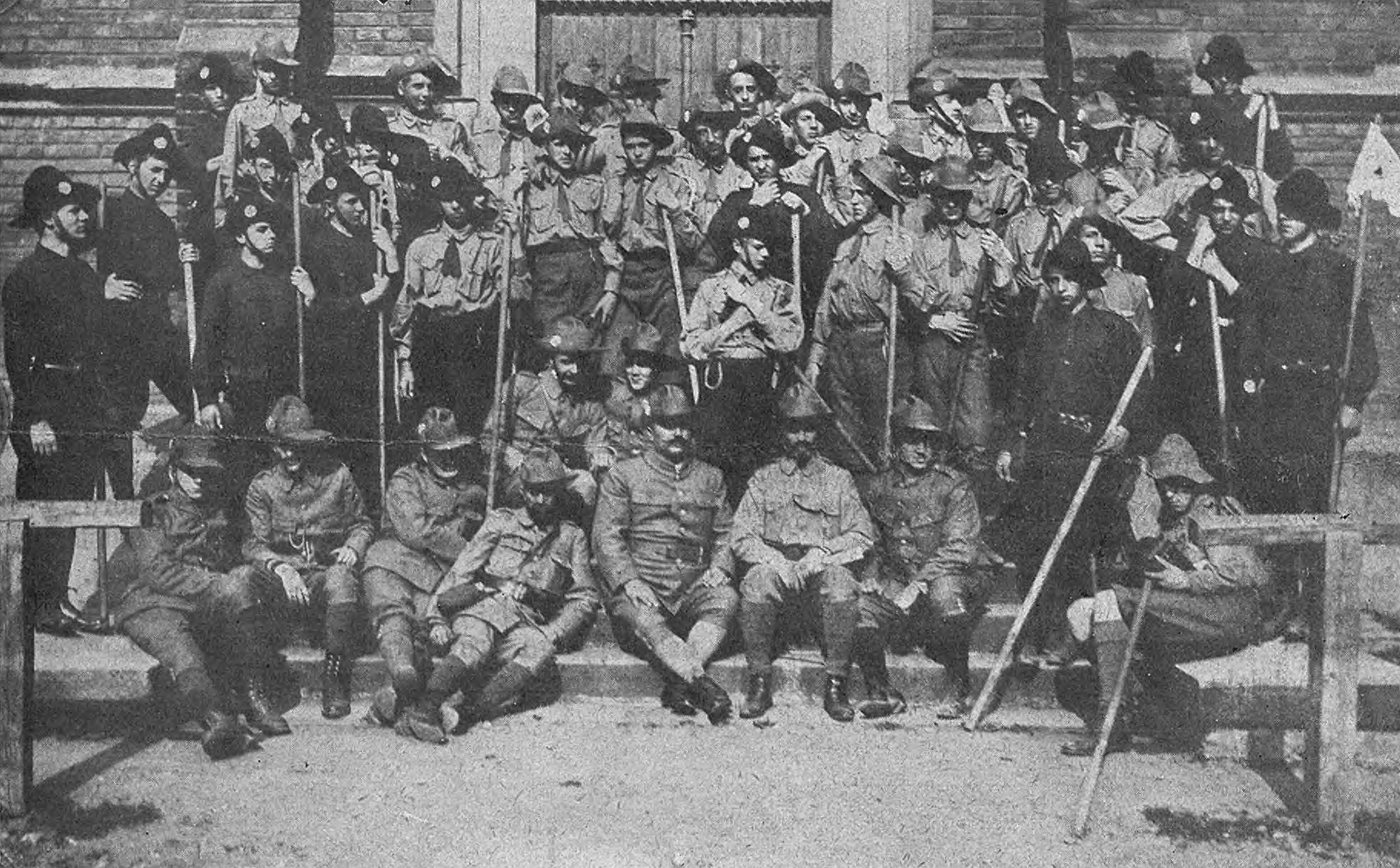
Delegacja polskich skautów przed odjazdem na zlot w Birmingham (1913)

W tym samym roku zakończył się ogłoszony przez „Skauta” konkurs na odznakę harcerską – żadna z prac nie okazała się na tyle interesująca, by od razu wprowadzić ją do użytku. Po wprowadzeniu szeregu zmian wszedł do użytku zaprojektowany przez ks. Kazimierza Lutosławskiego krzyż harcerski wzorowany na orderze Virtuti Militari.
Latem odbyły się pierwsze obozy harcerskie. W Warszawie działało już 12 drużyn, w Poznaniu – 4. Pierwsze drużyny pojawiały się w Łodzi, Pabianicach, Ozorkowie, Tomaszowie Mazowieckim, a także w Śremie, Kórniku, Chełmnie, Grudziądzu, Pleszewie, Gnieźnie, Ostrowie Wielkopolskim, Wałczu, Nakle, Chojnicach, Świeciu, Inowrocławiu i Bydgoszczy.
Dzięki współpracy zarzewiackich oraz sokolskich działaczy z Galicji pierwsza 53-osobowa drużyna skautów pod polską flagą uczestniczyła również w Zlocie Skautowym w Birmingham w 1913 roku.

### Podziały ideowe i organizacyjne

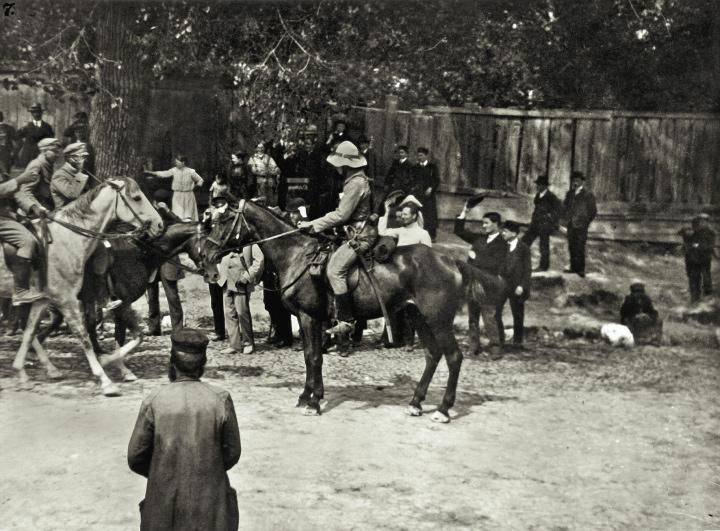
Józef Piłsudski odbiera raport od skauta Czesława Bankiewicza na rogatkach Kielc 12 sierpnia 1914 roku

Już w końcu 1913 roku zarysował się rozłam wśród instruktorów, spowodowany różnicą poglądów pomiędzy grupą reprezentującą idee zachowawcze „Sokoła” a zwolennikami haseł zarzewiackich, charakteryzujących się propagowaniem walki zbrojnej z zaborcami.
Wynikiem tego konfliktu było utworzenie w Warszawie Naczelnej Komendy Skautowej, która zapewniając sobie jednak pewną autonomię, zgodziła się działać w oparciu o dyrektywy ze Lwowa. Dopiero wybuch I wojny światowej uwidocznił różnice polityczne i spowodował zasadniczy zwrot w kierunku rozwoju prac harcerskich. Ośrodek ich przeniósł się z Galicji do Królestwa.
Na osłabienie ruchu harcerskiego w Galicji wpłynęło odejście starszyzny harcerskiej do Legionów, co spotkało się z niezadowoleniem endeckiego Naczelnictwa Skautowego, którego postawa z kolei zniechęciła młodzież. W przeciwieństwie do Galicji, w Królestwie, w Poznańskiem i Rosji harcerstwo w tym okresie charakteryzuje ogromny postęp, o czym zadecydował czynny jego udział w aktualnych wydarzeniach, aktywna postawa jaką organizacja zajęła wobec wypadków politycznych. Jednocześnie ówczesne harcerstwo stanowiło wewnętrznie zawiły splot rozmaitych grup i organizacji, na przemian to dzielących się, to łączących, co wynikało z walki między zwolennikami Piłsudskiego a endekami.
W wyniku tych kontrowersji nastąpiło rozbicie Naczelnej Komendy Skautowej, w związku z czym w 1915 powstał w Warszawie Wydział Rad Drużynowych Naczelnej Komendy Skautowej, który reprezentował kierunek piłsudczykowski, oraz – nieco wcześniej – Związek Skautek Polskich, całkowicie podporządkowany POW, zaś w Piotrkowie utworzyła się Polska Organizacja Skautowa, pomyślana jako ekspozytura POW. Pod koniec 1915 rozpoczęła sięganie po drużyny warszawskie, co udało się jednak tylko częściowo. Młodzież miejska i robotnicza skupiała się w organizacji „Junactwo”, która działała głównie na Lubelszczyźnie.
W 1916 na terenach polskich działały następujące organizacje harcerskie: w Królestwie – Naczelna Komenda Skautowa w Piotrkowie, Związek Skautek Polskich w Łodzi, „Junactwo” na Lubelszczyźnie; w Galicji – Związkowe Naczelnictwo Skautowe; w Wielkopolsce – drużyny podporządkowane Głównej Kwaterze Skautowej na Rzeszę Niemiecką z siedzibą w Poznaniu; na terenie Rosji i Ukrainy – Naczelnictwo Harcerskie w Kijowie.

### Powstanie ZHP
Połączenie Naczelnej Komendy Skautowej i Polskiej Organizacji Skautowej nastąpiło 2 maja 1916, a 1 listopada 1916 wszystkie cztery organizacje działające na terenie Królestwa utworzyły razem Związek Harcerstwa Polskiego, którego przewodniczącym został ks. Jan Mauersberger. Tendencje unifikacyjne trwały nadal. Większość instruktorów rozumiała, że w odradzającym się państwie polskim potrzebna jest jedna, wspólna dla wszystkich harcerzy i harcerek organizacja.
Z tych względów rozpoczęto próby nawiązania kontaktu z organizacjami harcerskimi w Małopolsce, Wielkopolsce i w Rosji. Wskutek wzmagających się prześladowań okupantów, w 1918 ZHP oddał się pod opiekę Ministerstwa Wyznań Religijnych i Oświecenia Publicznego.
W maju 1918 powstał w Ministerstwie Inspektorat Harcerski w składzie 2 osób: Tadeusz Strumiłło i Maria Wocalewska jako naczelna inspektorka. Jednocześnie powołana została w Ministerstwie komisja do spraw harcerstwa. W czerwcu 1918 na Zjeździe Harcerskim w Krakowie powstało Biuro mające na celu przeprowadzenie porozumienia pomiędzy istniejącymi samodzielnie organizacjami harcerskimi. Latem 1918 w Straszenie odbył się zorganizowany przez naczelny Inspektorat Harcerski kurs męski i żeński, w którym wzięli udział harcerze ze wszystkich organizacji.

### Zjednoczenie harcerstwa
W dniach 1 i 2 listopada 1918 odbył się w Lublinie zjazd połączeniowy, na którym zostało uchwalone połączenie się harcerstwa w jedną organizację noszącą nazwę Związek Harcerstwa Polskiego z Naczelną Radą Harcerską na czele, spośród której wybrano Wydział Wykonawczy.
Na pierwszym i drugim Zjeździe NRH brak było oficjalnej delegacji NKS ze Lwowa, dopiero III zjazd NRH, który odbył się w dniach 10 i 11 lipca 1919, był pełnym zjazdem reprezentującym wszystkie dzielnice kraju.
Na zjeździe tym przekształcono dotychczasowy Wydział Wykonawczy NRH na Naczelnictwo ZHP, wybierając na Przewodniczącego ZHP Tadeusza Strumiłłę. W strukturze organizacyjnej Naczelnictwa wydzielono Główną Kwaterę z wyodrębnionymi działami: Pracy męskiej ze Stanisławem Sedlaczkiem i pracy żeńskiej z Marią Wocalewską na czele.
19 marca 1920 r. Minister WR i OP wyraził zgodę na przedłożony mu przez NRH projekt statutu, który następnie w sierpniu tegoż roku został zatwierdzony przez MSW.
Już uprzednio drogą korespondencyjną ukonstytuowały się nowe władze Związku w składzie: generał Józef Haller jako przewodniczący, ks. Jan Mauersberger i dr Tadeusz Strumiłło jako wiceprzewodniczący.
18 grudnia 1920 ministerstwo WRiOP przekazało kierownictwo drużyn byłej Kongresówki Naczelnictwu ZHP. W dniach 30–31 października i 1 listopada 1920 odbył się V zjazd NRH, który zajął się przygotowaniem I Walnego Zjazdu ZHP. Odbył się on w dniach 31 grudnia 1920 – 2 stycznia 1921 – podsumowano na nim i zatwierdzono dotychczasowy dorobek Związku. Tak więc rok 1920 zakończył się dla harcerstwa całkowitym i faktycznym zjednoczeniem.

## Ruch skautowy na Pomorzu (1911–1918)
Niespełna cztery miesiące po powstaniu pierwszych drużyn skautowych we Lwowie, w maju 1911 w Chojnicach 5 września tego roku zawiązała się I tajna drużyna skautowa. Aby określić przyczyny szybkiego przeniesienia się idei harcerstwa z dalekiego Lwowa do Chojnic, i to o rok wcześniej niż w Poznańskiem, należy sięgnąć do historii polskiego ruchu młodzieżowego na Pomorzu.

### Tajne organizacje na Pomorzu
Rosnący nacisk germanizacyjny i niedostateczna liczba lekcji języka polskiego w gimnazjach skłoniły polską młodzież do zakładania tajnych organizacji samokształceniowych, w których uczono się języka, literatury i historii ojczystej oraz pielęgnowano ideały narodowe.
Na Pomorzu pierwsze takie organizacje powstały około 1840 r. w gimnazjach: chojnickim i chełmińskim. Później rozprzestrzeniały się na te wszystkie inne ośrodki, w których kształciła się młodzież polska, jak: Brodnica, Gdańsk, Grudziądz, Kwidzyn, Lubawa, Malbork, Nowe Miasto Lubawskie, Starogard Gdański, Świecie nad Wisłą, Toruń, Wałcz, Wejherowo. W XIX wieku te tajne związki nosiły często nazwy: „Mickiewicz”, „Zan”, „Koło Filomatów”, „Towarzystwo Filomatów”, w ich bowiem ideologii nawiązywano do dzieła filomatów wileńskich i szczególnym kultem otaczano postać Adama Mickiewicza.
W początkach XX wieku powstało Towarzystwo Tomasza Zana, którym opiekowali się polscy studenci z uniwersytetów niemieckich, zrzeszeni w tajnej organizacji Związek Młodzieży Polskiej, zwanej w skrócie Zet, a także doświadczeni w walce z germanizacją starsi obywatele, jak adwokaci, lekarze itd.
Z inicjatywy tych ludzi, a w szczególności na skutek działań adwokata poznańskiego i posła do sejmu pruskiego dr. Bernarda Chrzanowskiego, począwszy od 1905 r. rozpoczęto organizowanie wycieczek wakacyjnych członków TTZ, nie tylko do Galicji, gdzie w warunkach daleko posuniętej autonomii bujnie rozwijała się polska oświata i kultura. W tych corocznych wyjazdach brała również udział młodzież z Pomorza.

### Kontakty z ruchem skautowym
Począwszy od 1911 roku, uczestników wycieczek do Galicji zapoznawano również z działalnością tworzących się tam polskich organizacji wojskowych, tj. Polskich Drużyn Strzeleckich, a także z rodzącym się wówczas ruchem skautowym.
W tamtym czasie w tajnych organizacjach nie poprzestawano już na pracy samokształceniowej, ale coraz częściej zaczynano akceptować potrzeby zbrojnego wywalczenia niepodległości, a tym dążeniom odpowiadał utworzony w 1911 skauting.
Przedstawiciele TTZ z gimnazjów pomorskich, począwszy od 1911, w każde wakacje letnie brali bardzo aktywny udział w ćwiczeniach polowych pierwszych drużyn harcerskich w Galicji.
Role zasadniczą w tym szkoleniu odegrały kursy instruktorskie we Wschodnich Karpatach, organizowane przez Lwowską Komendę Skautową. Uczestnicy tych kursów, wróciwszy w swoje rodzinne strony, na Pomorzu przeszczepiali zdobytą wiedzę oraz ideologię skautingu na swych kolegów zrzeszonych w kole TTZ. To właśnie z inicjatywy tych członków TTZ, którzy uczestniczyli w wycieczkach do Galicji, powstały wówczas pierwsze drużyny harcerskie na Pomorzu.
W 1911 roku koło TTZ przy Gimnazjum Chojnickim wydelegowało na obóz do Krakowa Stefana Łukowicza z Dziemian. Wraz z kolegami z innych ośrodków przeszedł przeszkolenie skautowe. Po powrocie do Chojnic zwołał 5 września 1911 w okolicznym lesie zebranie koła TTZ, na którym po wygłoszeniu referatu na temat skautingu i zademonstrowaniu ćwiczeń z musztry postawił wniosek o utworzenie przy Chojnickim TTZ drużyny skautowej. Wniosek został jednogłośnie przyjęty.

### Początki harcerstwa na Pomorzu
Pierwsze drużyny harcerskie na Pomorzu nie były zbyt liczne, chociaż realizowano zasadę, że do skautingu wstępowali wszyscy członkowie TTZ. Przez największą drużynę w Chełmnie przewinęło się w latach 1912–1914 około 70 członków, a w Chojnicach w latach 1911–1914 było około 60 skautów.
Mała liczba członków sprzyjała zachowaniu w tajemnicy przed władzami faktu istnienia organizacji. Trzeba bowiem podkreślić, że TTZ, jak i wyłonione z niego harcerstwo, pracowało w całkowitej konspiracji. Zdawano sobie doskonale sprawę, że wykrycie tajnego związku przez policję pruską zaprowadziłoby jego członków do więzienia i złamałoby im kariery życiowe. Toteż na miejsce zbiórek chłopcy schodzili się pojedynczo i różnymi drogami, porozumiewano się hasłami rozpoznawczymi. Zbiórki odbywały się w ustronnych miejscach za miastem, najczęściej w lesie. Na zbiórkach przeprowadzano takie ćwiczenia jak: marsze według mapy, musztra, patrolowanie, podchodzenie przeciwnika, chwytanie jeńca itd. Zbiórki kończono zazwyczaj krótkim podsumowaniem oraz odśpiewaniem Roty lub Jeszcze Polska nie zginęła.
Okres wakacji letnich wykorzystywano na dłuższe wycieczki piesze, na których uczono się praktycznego terenoznawstwa oraz poznawano Ziemie Północne.
Praca pierwszych drużyn harcerskich na Pomorzu została zahamowana z chwilą wybuchu I wojny światowej, bowiem wszystkich harcerzy zaciągnięto do niemieckiego wojska. Wyjątkiem była drużyna z Brodnicy, która działała do jesieni 1916 r. Po zakończeniu wojny, wielu harcerzy pomorskich przedostało się do szeregów powstańców wielkopolskich i wzięło udział w walkach z Niemcami. Wyszkolenie zdobyte w pracy harcerskiej przydało się w bojach o wyzwolenie Ziem Zachodnich z niewoli niemieckiej.

## Inne organizacje skautowe na ziemiach polskich
W 1916 zostaje założona w Wiedniu żydowska organizacja skautowa Ha-Szomer Ha-Cair i w tym samym roku powstają pierwsze drużyny na terenie Galicji. Zakończenie działalności w Polsce w wyniku rozwiązania przez rząd RP w 1949 r.
W 1923 założono w Rydze organizację Żydowski Związek Skautowy im. kpt. Trumpeldora, potocznie nazywany „Bejtar” (Betar). W 1933 liczyła ona w Polsce ponad 33 tysiące członków.
12 kwietnia 1912 we Lwowie złożono pierwsze Przyrzeczenie Skautowe w organizacji ukraińskiej. Tę datę uważa się za narodziny Płastu.
Pierwsza drużyna skautowska w Poznaniu i wielkopolsce, założona przez Alojzego Klimka im. Tadeusza Kościuszki. Pan Klimek został, też naczelnym komendantem organizacji młodzieżowej Podotowie